# Orte
Orte é uma comuna italiana da região do Lácio, província de Viterbo, com cerca de 7.781 (Cens. 2001) habitantes. Estende-se por uma área de 70,16 km², tendo uma densidade populacional de 110,90 hab/km². Faz fronteira com Amelia (TR), Bassano in Teverina, Gallese, Giove (TR), Magliano Sabina (RI), Narni (TR), Otricoli (TR), Penna in Teverina (TR), Vasanello.

## Demografia
| Variação demográfica do município entre 1861 e 2011                               |
|                                                                                   |
| Fonte: Istituto Nazionale di Statistica (ISTAT) - Elaboração gráfica da Wikipedia |